# Oostelijke roodstaartraafkaketoe
De oostelijke roodstaartraafkaketoe (Calyptorhynchus banksii graptogyne) is een vogel uit de orde der papegaaiachtigen en de familie der kaketoes. Hij is een ondersoort van de roodstaartraafkaketoe (Calyptorhynchus banksii).

## Uiterlijk
Van alle ondersoorten is de C. b. graptogyne de kleinste. Hij wordt tussen de 52 en 55 cm groot. Uiterlijk is deze ondersoort vrijwel gelijk aan de nominaatvorm hoewel de verenkleed wat feller gekleurd is.

## Leefgebied
Komt voor in het zuidoostelijk deel van Victoria en het zuidoosten van Zuid-Australië, in een gebied grenzend aan Mount Gambier in het westen, Portland in het zuiden, Horsham in het noordoosten en Bordertown in het noorden.

## Voedsel
Deze vogel is overwegend vegetarisch. Zijn voedsel bestaat uit zaden, noten, bessen, vruchten aangevuld met insecten en larven

## Voortplanting
Het vrouwtje legt 1 tot 2 witte eieren in een boomholte. Na een broedtijd van ongeveer 30 dagen komen de eieren uit. Na ongeveer 70 tot 75 dagen vliegen de jongen uit. Zowel het mannetje als vrouwtje broeden de eieren uit en verzorgen de jongen.

## Bedreigde ondersoort
Deze ondersoort wordt sterk bedreigd in zijn voortbestaan met name door inkrimping van het leefgebied. De bescherming van deze ondersoort is vastgelegd in de milieuwetgeving van Australië als ook in wet- en regelgeving van de deelstaten Victoria en Zuid-Australië.
Volgens schattingen uit het begin van deze eeuw leefden er nog maar tussen de 500 tot 1000 exemplaren. Daarom is in 2005 is er een groot project opgezet voor herstel van het oorspronkelijke leefgebied van deze kaketoesoort.